# Spilococcus atriplicis
Spilococcus atriplicis är en insektsart som först beskrevs av Cockerell 1895.  Spilococcus atriplicis ingår i släktet Spilococcus och familjen ullsköldlöss. Inga underarter finns listade i Catalogue of Life.